# غانغنام ستايل
غانغنم ستايل (بالإنجليزية: Gangnam Style)‏ (هانغل: 강남스타일) هي أغنية منفردة لمغني الراب الكوري الجنوبي «ساي» (PSY)، تم إصدار الأغنية في 15 يوليو 2012 لتكون الأولى من ألبومه السادس. احتلت «غانغنم ستايل» المركز الأول في كوريا الجنوبية. كما وصل عدد مشاهدات الفيديو الموسيقي إلى أكثر من مليارين ونصف مشاهدة على موقع يوتيوب، والذي جعله يصبح أكثر الفيديوهات مشاهدة على الموقع.  لكن بعد ذلك أصبح في المرتبة الثالثة حيث تلقى 2,959 مليون مشاهدة بتاريخ أكتوبر 2017، وذلك بعد أن احتل أغنية سي يو أغين المرتبة الثانية بواقع 3,138، وأغنية ديسباسيتو المرتبة الأولى بعد أن حصد 3,917 مليون مشاهدة.
تمت مشاركة الفيديو على الإنترنت من قبل العديد من المشاهير بما في ذلك تي-بين، كايتي بيري، بريتني سبيرز وتوم كروز، كما أدى كل من الفنانة نيللي فرتادو وفرقة مارون 5 نسخة غلاف للأغنية. وظهر الفيديو في وسائل الإعلام الدولية مثل وال ستريت جورنال، سي إن إن إنترناشونال، وال ستريت جورنال، فاينانشال تايمز، هارفارد بزنس ريفيو وفورين بوليسي. وظهر الفلاش موب الخاص بالأغنية في عدة مدن حول العالم. كما قام «ساي» بتأدية الأغنية في برامج تلفزيونية مثل ذا توداي شو، ساترداي نايت لايف وذا إيلين ديجينرس شو. وأيضا في إعلانات سامسونج ونوكيا.

## إنجازات
- غانغنام ستايل، تحقق 1.7 مليون دولار كأرباح من عرضها على اليوتيوب فقط !
- حاز على العديد من الجوائز العالمية أبرزها «سيول» رغم الجدل الدائر حول جودة (الموسيقى) المستخدمة.
- الفيديو الأصلي حصل على أكثر من ملياري مشاهدة. وسجل رقم قياسي في موسوعة غينيس.